# 236
| [ Edytuj tabelę ] |                                    |
| Władca Korei      | - 227 Tongch’ŏn 248                |
| Papież            | - 235 Anteros 236 - 236 Fabian 250 |
| Król Persji       | - 224 Ardaszir I 241               |
| Cesarz Rzymu      | - 235 Maksymin Trak 238            |

Rok 236 / CCXXXVI
stulecia: II wiek ~
III wiek ~
IV wiek

lata: 226 «
231 «
232 «
233 «
234 «
235 «
236
» 237
» 238
» 239
» 240
» 241
» 246

## Wydarzenia
- 10 stycznia – Fabian wybrany papieżem.
- Gajusz Juliusz Werus Maksymus cezarem (współrządcą) cesarza Maksymina Traka.

## Urodzili się
- Sima Yan, cesarz Chin (zm. 290).

## Zmarli
- 3 stycznia – Anteros, papież.